# Infobric
Infobric är ett svenskt mjukvaruföretag som utvecklar IT-lösningar för byggbranschen, särskilt känt för sina system för inpassering och närvaroregistrering. Företaget grundades 2004 i Jönköping. 

## Historia
Företaget startades 2004 under namnet SafeTool År 2010 bytte företaget namn till Infobric och påbörjade en expansion i Norden. En viktig milstolpe var 2016 när det svenska lagkravet på elektroniska personalliggare trädde i kraft, vilket bidrog till företagets tillväxt.
Genom en serie förvärv har företaget expanderat sin verksamhet.
- 2019: Expansion till Norge genom förvärv av Tempus AS och Blastmanager AS
- 2020: Förvärv av flera teknologibolag inklusive BuildSafe, TelliQ, EquipmentLoop och HMSREG
- 2021: Förvärv av AddMobile och MSite, vilket stärkte positionen i Sverige och Storbritannien
- 2023: Förvärv av Hyrma, Intershare, Örndata, AppSys Rent och Jobsafe.

## Verksamhet
Infobrics huvudsakliga verksamhet omfattar 2025 mjukvarulösningar för:
- Tillträdeskontroll på byggarbetsplatser
- Elektronisk personalliggare
- Digitalisering av byggprocesser
- Maskin- och resurshantering
- Elektroniska körjournaler och fordonsadministration
- Föranmälan och kontroll av underleverantörer[2]

Företaget har sitt huvudkontor i Jönköping med ytterligare kontor i Stockholm, Göteborg, Malmö, Arboga, Karlskrona, Sölvesborg, Oslo, Kristiansand och Liverpool. Verksamhet bedrivs i Sverige, Norge och Storbritannien.
VD är Dan Friberg. Majoritetsägare är Stirling Square Capital.